# Ichthyodes loriai
Ichthyodes loriai är en skalbaggsart som beskrevs av Stefan von Breuning 1943. Ichthyodes loriai ingår i släktet Ichthyodes och familjen långhorningar. Inga underarter finns listade i Catalogue of Life.